# پیتر لودوود
پیتر لودوود (انگلیسی: Peter Littlewood; ۱۸ مهٔ ۱۹۵۵ – ) دانشمند در زمینه فیزیک ماده چگال اهل بریتانیا بود.
وی همچنین برندهٔ جوایزی همچون همکار انجمن سلطنتی شده‌است.